# Московка (Московская область)

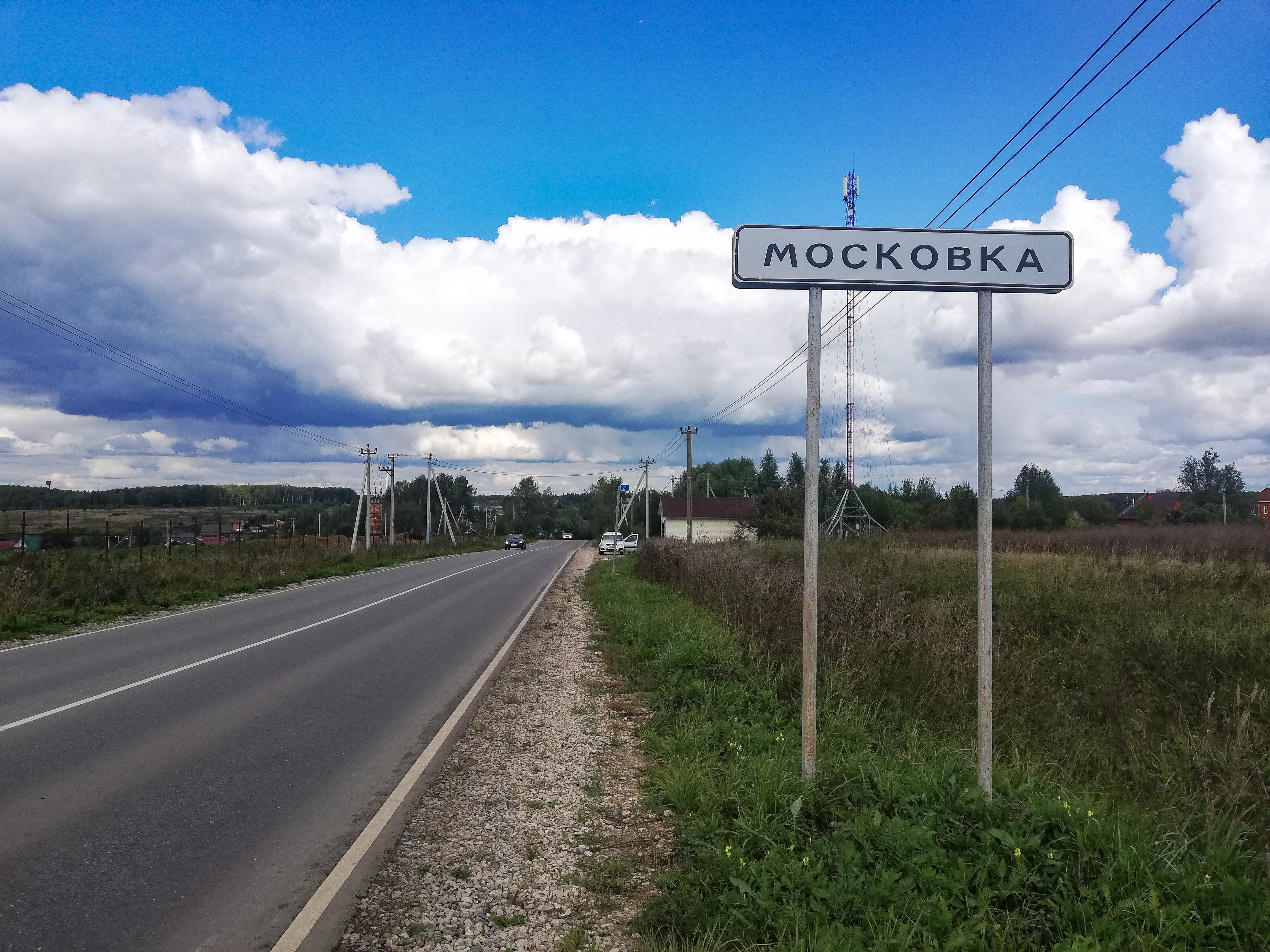
Въезд в деревню

Московка — деревня в Серпуховском районе Московской области. Входит в состав Васильевского сельского поселения (до 29 ноября 2006 года входила в состав Васильевского сельского округа).

## Население
| 2002 | 2006 | 2010 |
| ---- | ---- | ---- |
| 44   | ↗51  | ↗78  |

## География
Московка расположена примерно в 13 км (по шоссе) на север от Серпухова, на левом безымянном притоке реки Нары, ранее носившем название Московка, высота центра деревни над уровнем моря — 131 м.

## Современное состояние
На 2016 год в деревне зарегистрировано 6 садовых товариществ.